# Кислий Яків Пантелійович
Яків Пантелійович Кислий (нар. 2 лютого 1935 — 18 серпня 2018, місто Харків) — український радянський діяч, наладчик Харківського моторобудівного заводу «Серп і Молот». Член Ревізійної комісії КПУ в 1971—1976 роках. Кандидат у члени ЦК КПУ в 1976—1986 роках.

## Біографія
Освіта середня.
З 1950-х років — наладчик другого механічного цеху Харківського моторобудівного заводу (виробничого об'єднання) «Серп і Молот». Новатор виробництва.
Член КПРС з 1961 року.
Потім — на пенсії в місті Харкові.

## Нагороди
- ордени
- медалі